# Australsk taffeland
Australsk taffeland (Aythya australis) er en andefugl, der lever i Australien (bortset fra de tørreste områder), på Tasmanien og sydvestlige Oceanien.